# Palacio de los Mur (Formigales)
El palacio de los Mur se sitúa al sur de Formigales. Es una compleja mansión que perteneció al Barón de Formigales, emparentado con el linaje de los Mur.

## Descripción
Esta casa torreada presenta tres volúmenes: la torre adosada al sur del cuerpo principal, el volumen central de tres alturas que sirve de nexo entre los otros dos edificios y aloja acceso y matacán y un tercer bloque unido transversalmente, todavía sin reformar y que presenta una puerta adintelada sobre la que se distinguen restos de un antiguo matacán.

## La Torre
En el lado oeste del conjunto se erige una torre de 5 alturas (dos de ellas levantadas en la última reforma), de planta cuadrada. 
La torre presenta diferentes facturas y posee numerosas aspilleras y saeteras. Se cubre con tejado a cuatro aguas, colocado en la última restauración, adosada a esta torre se encuentra una escalera con husillo circular.

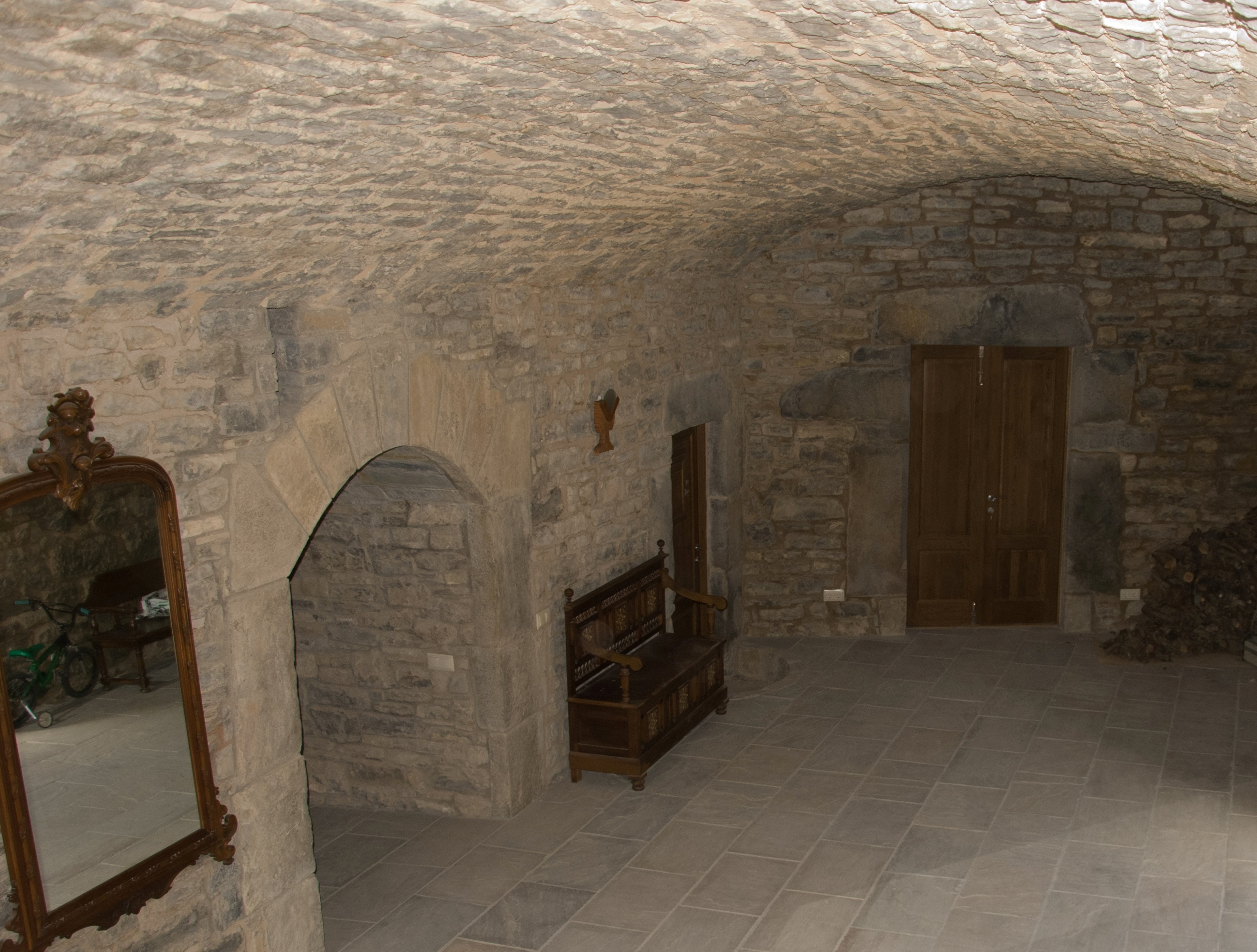
Zaguán del palacio de los Mur de Formigales.

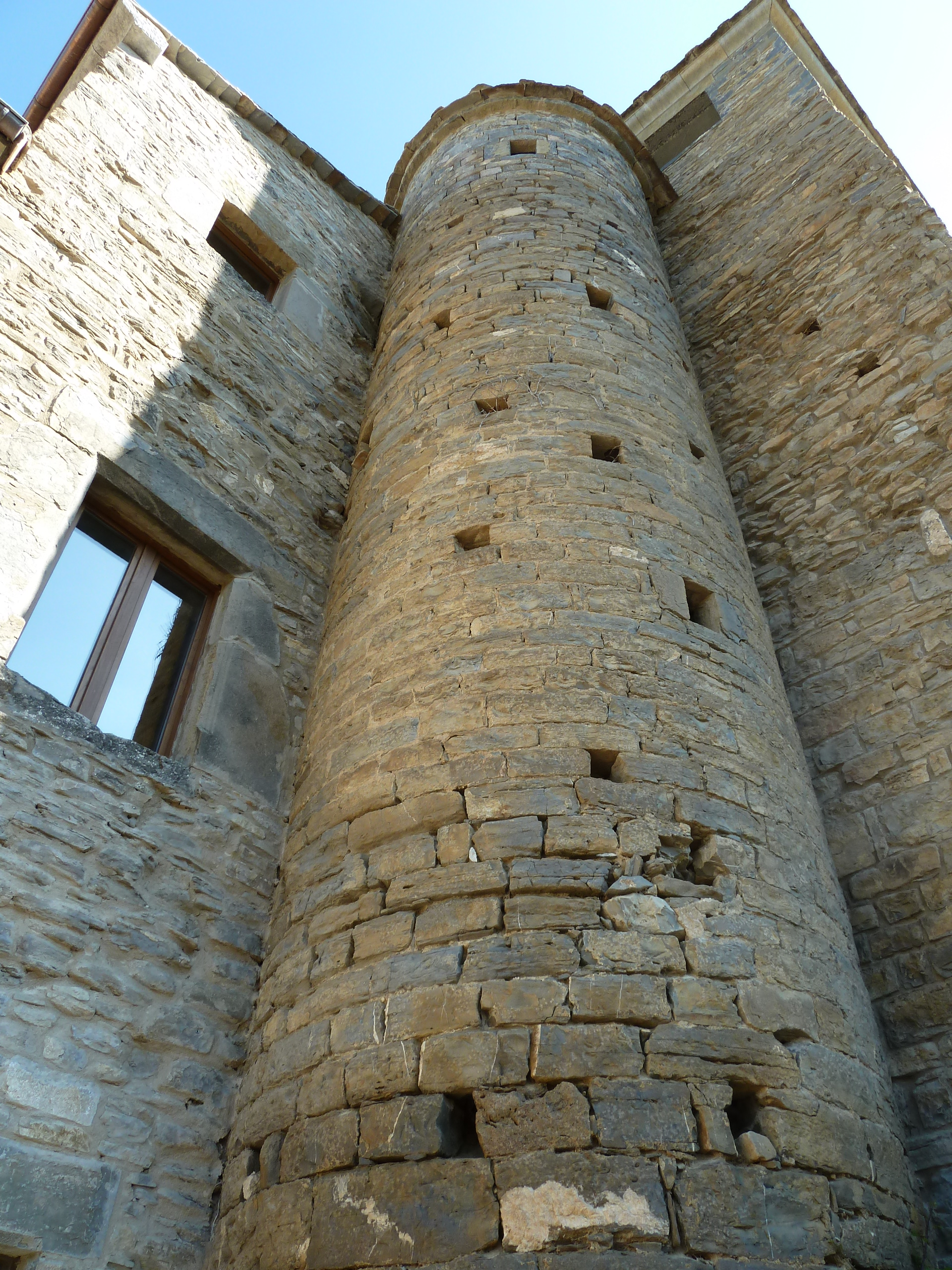
Escalera adosada con husillo circular Formigales (Huesca).

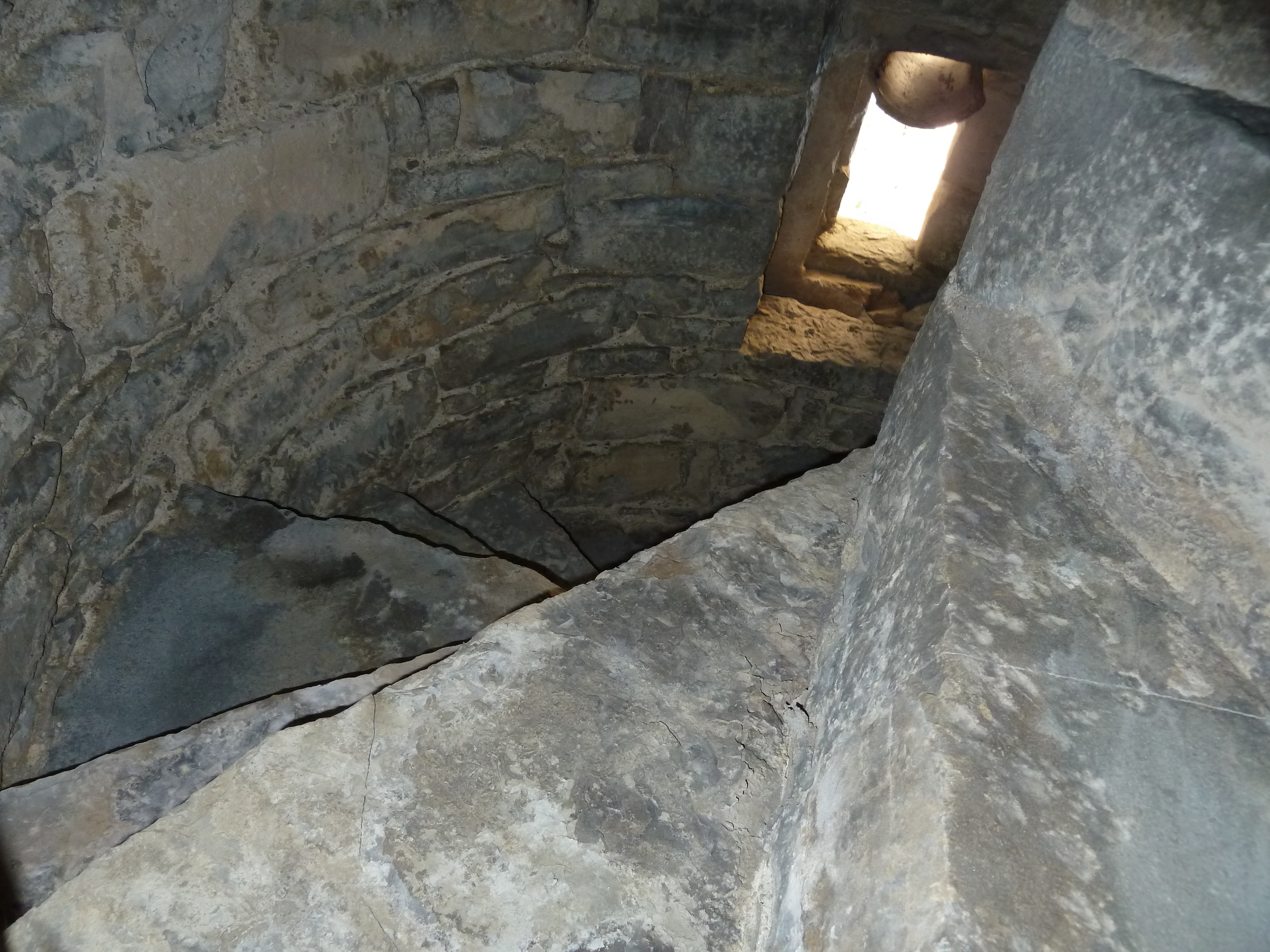
Escalera interior de piedra en Formigales (Huesca).

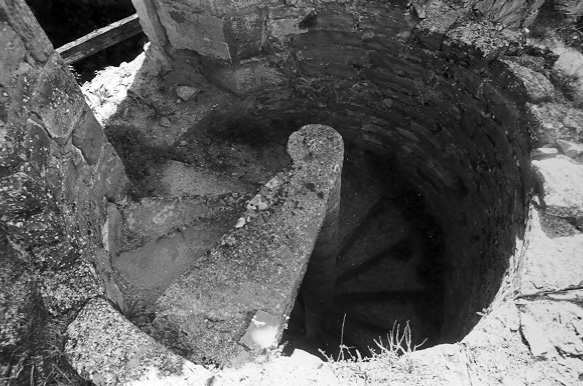
Escalera de piedra del palacio antes de la restauración. Foto: Adolfo Castán Sarasa.

## Interior
La puerta principal da acceso a zaguán abovedado que comunica con las diferentes estancias colindantes y el jardín. En el interior se conservan los orificios para atrancar las puertas y una pequeña aspillera que hacia las funciones de mirilla para controlar  la puerta principal.

## Historia
En el S/XV era muy influyente el linaje de los Mur, sirva como ejemplo que en 1518 Juan de Mur, señor de Formigales, asistió en Zaragoza a las Cortes para Jurar a Carlos I y su madre doña Juana la Loca.

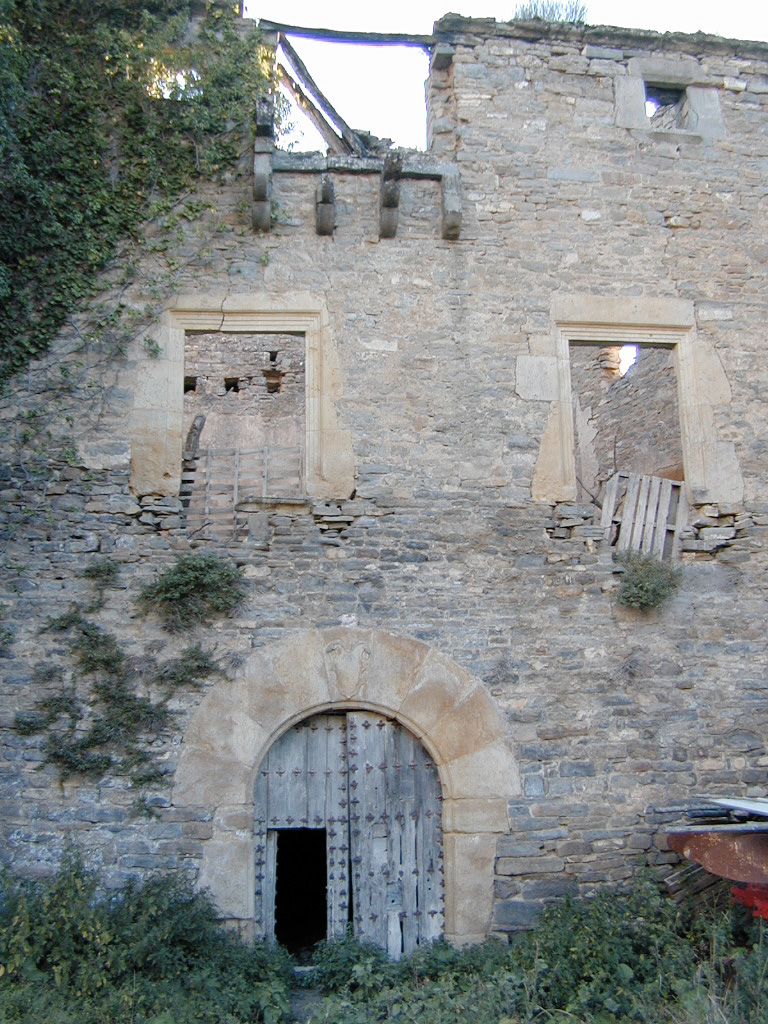
Fachada del palacio de los Mur de Formigales, antes de la restauración. Foto: Castán Sarasa, Adolfo.

Este monumento declarado Bien de Interés Cultural presentaba hace unas décadas un aspecto ruinoso hallándose en la actualidad en avanzado estado de restauración.